# Третьякова, Надежда Леонидовна
Надежда Леонидовна Третьякова (4 апреля 1992 года, село Беково (Осинники), Кемеровская область, Россия) — российская спортсменка, призёр чемпионатов России по вольной борьбе, победительница Гран-при Иван Ярыгин, мастер спорта России международного класса. Выступает за клуб «Динамо» (Осинники). Член сборной команды России с 2013 года. В 2012 году окончила училище олимпийского резерва, в 2016 году — Новокузнецкую педагогическую академию. Спортсмен-инструктор в Центре спортивной подготовки Кемеровской области.

## Спортивные результаты
- Чемпионат России по женской борьбе 2019 года — ;
- Чемпионат России по женской борьбе 2018 года — ;
- Чемпионат России по женской борьбе 2015 года — ;
- Гран-при Иван Ярыгин 2013 года — ;
- Гран-при Иван Ярыгин 2016 года — .